# Dicentria klagesi
Dicentria klagesi är en fjärilsart som beskrevs av Druce 1911. Dicentria klagesi ingår i släktet Dicentria och familjen tandspinnare. Inga underarter finns listade i Catalogue of Life.